# Bob ai I Giochi olimpici giovanili invernali - Bob a due maschile
Nel bob ai I Giochi olimpici giovanili invernali di Innsbruck 2012 la gara del bob a due maschile si è tenuta il 22 gennaio sulla pista dell'Olympic Sliding Centre di Igls. 
Hanno preso parte alla competizione gara 20 atleti in rappresentanza di 10 nazioni.

## Risultato
| Pos. | Pett. | Atleti                                | Nazione       | 1ª manche | 2ª manche | Totale  | Distacco |
| ---- | ----- | ------------------------------------- | ------------- | --------- | --------- | ------- | -------- |
|      | 1     | Patrick Baumgartner Alessandro Grande | Italia        | 54"83     | 54"31     | 1'49"14 |          |
|      | 3     | Benjamin Maier Robert Ofensberger     | Austria       | 54"60     | 54"63     | 1'49"23 | +0"09    |
|      | 2     | Rudy Rinaldi Jérémy Torre             | Monaco        | 54"64     | 54"66     | 1'49"31 | +0"17    |
| 4    | 5     | Oskars Ķibermanis Elvis Kamss         | Lettonia      | 54"57     | 54"80     | 1'49"37 | +0"23    |
| 5    | 10    | Olly Biddulph James Lelliott          | Regno Unito   | 54"87     | 54"54     | 1'49"41 | +0"27    |
| 6    | 4     | Philipp Mölter Richard Oelsner        | Germania      | 54"93     | 54"49     | 1'49"42 | +0"28    |
| 7    | 6     | Codie Bascue Jake Peterson            | Stati Uniti   | 54"98     | 54"67     | 1'49"65 | +0"51    |
| 8    | 7     | Kirill Čigvincev Ivan Tarasov         | Russia        | 55"00     | 54"95     | 1'49"95 | +0"81    |
| 9    | 9     | Payton Berezowski Clay Sparks         | Canada        | 55"26     | 55"28     | 1'50"54 | +1"40    |
| 10   | 8     | Choi Jun-won Choi Min-seo             | Corea del Sud | 55"43     | 55"81     | 1'51"24 | +2"10    |

Data: Domenica 22 gennaio 2012

Ora locale 1ª manche: 11:30

Ora locale 2ª manche: 12:50

Pista: Olympic Sliding Centre

Legenda:
- Pos. = posizione
- Pett. = pettorale
- in grassetto: miglior tempo di manche